# Umberto Moricca
Umberto Moricca (Filandari, 28 marzo 1888 – Nettuno, 24 luglio 1948) è stato un latinista italiano.

## Biografia
Primogentito di Gabriele, discendente di un'antica e nobile famiglia marchigiana insediatasi in Calabria sin dal 1270 circa, e Caterina (Catalina) de Mendoza Laredo; ebbe un fratello, Oreste, di tre anni più giovane.
Orfano di padre, nel 1905 si trasferì con la famiglia a Roma, dove si laureò in Lettere nel 1913 e si dedicò all'insegnamento delle Lettere classiche in varî licei. Nel 1916 sposò la marchesa Ada Caputo, che nel 1920 gli diede il figlio Luciano. In quest'ultimo anno divenne docente presso l'Università di Roma, incarico che mantenne fino al 1931, allorché passò ad insegnare lingua latina nell'Università di Cagliari.
A partire dal 1933 e per un triennio fu professore di letteratura latina presso l'Università di Malta, donde fu espulso a séguito del processo di deitalianizzazione dell'isola iniziato dagli inglesi.
Tornato in Italia, fu nuovamente docente dell'Università di Roma.
Morì a Nettuno mentre si trovava in villeggiatura con la famiglia; fu inumato al Cimitero del Verano a Roma.
Tra le sue numerose opere è particolarmente degna di nota la Storia della Letteratura Latina Cristiana (1928).